# Aura Battler Dunbine
Aura Battler Dunbine (聖戦士ダンバイン, Seisenshi Danbain), est une série télévisée d'animation de science-fiction réalisée par Yoshiyuki Tomino combinant mecha et fantasy qui a été aussi adaptée en une suite sous la forme d'une série d'OAV en 1988.

## Synopsis
L'histoire se déroule à Byston Well, un monde parallèle ressemblant à l'Europe médiévale. Les guerres y sont combattus à l'aide d'armures mecha insectoides nommées Aura Battlers.
Les événements de l'OAV se déroule 700 an plus tard, le Chevalier noir Rabaan enlève la princesse Remul du Royaume Baran-Baran pour conquérir Byston Well. Mais la princesse parvient à s'échapper et le royaume de Baran-Baran décide de se défendre en utilisant leur Aura Battler, Sirbine, piloté par le jeune homme Shion, contre le Chevalier noir et ses sbires.

## Fiche technique de l'OAV
- Titre :  Aura Battler Dunbine: The Tale of Neo Byston Well
- Réalisation : Toshifumi Takizawa
- Scénario : Yoshitake Suzuki, Yoshiyuki Tomino (auteur originale)
- Character design: Tomonori Kogawa
- Mecha design: Yutaka Izubuchi
- Musique : Reijoru Koroku
- Pays d'origine :  Japon
- Année de production : 1988
- Genre : Science-fiction Fantasy Mecha
- Durée : 3 x 25 minutes
- Dates de sortie :  2003

## Adaptations

### Jeux vidéo
- Seisenshi Dunbine (1991) – MSX
- Seisenshi Dunbine: Shou (1992) – MSX
- Seisenshi Dunbine: Shita (1992) – MSX
- Aura Battler Dunbine (2000) – Playstation

#### Super Robot Wars
Le mecha de Dunbine a fait de nombreuses apparition dans la série Super Robot Wars de Banpresto.